# 秋田ジェーシービーカード
株式会社秋田ジェーシービーカード（あきたジェーシービーカード、AKITA JCB CARD Co.,Ltd.）は、株式会社秋田銀行（あきぎん）の連結子会社で、クレジットカード会社である。

## 概要
株式会社ジェーシービー（JCB）のフランチャイジー（FC）としてJCBカードを取り扱う。
提携カードとして、あきぎんと提携した「あきぎんJCBカード」も発行しているが、あきぎんも秋田ジェーシービーカードと同様にJCBのFCとして「Only One」を取り扱っている。